# مساعد هيرميتي
في الرياضيات، وتحديدًا في نظرية المؤثرات، يُعَرِّفُ كل مؤثر خطي {\displaystyle A} في فضاء الجداء الداخلي مساعد هيرميتي {\displaystyle A^{*}} على ذلك الفضاء وفقًا للقاعدة
{\displaystyle \langle Ax,y\rangle =\langle x,A^{*}y\rangle ,}
حيث {\displaystyle \langle \cdot ,\cdot \rangle } هو الجداء الداخلي على الفضاء المتجهي.
قد يُطلق على المساعد أيضًا اسم مرافق هيرميتي أو ببساطة هيرميتي بعد شارل آرميت. غالباً ما يُرْمَز إليه بِاِسْتِخْدَام A† في مجالات مثل الفيزياء، خاصةً عند استخدامها جنبًا إلى جنب مع رمز براكيت في ميكانيكا الكم. في الأبعاد المحدودة حيث تُمَثَّل المؤثرات من خلال المصفوفات، يُعْطَى المساعد الهيرميتي من خلال النقل المترافق (المعروف أيضًا باسم النقل الهيرميتي).
يمتد التعريف أعلاه للعامل المساعد حرفياً إلى عوامل خطية محدودة على فضاءات هيلبرت {\displaystyle H}. تم توسيع التعريف ليشمل عوامل تأثير محددة بكثافة غير محدودة ومجالها كثيف طوبولوجيًا -ولكن ليس بالضرورة مساويًا ل-{\displaystyle H}.